# Renée Tondelli
Renée Tondelli ist eine Tontechnikerin.

## Leben
Tondelli begann ihre Karriere Ende der 1980er Jahre und hatte ihr Debüt mit dem auf dem Roman Und dann gabs keines mehr von Agatha Christie basierenden Kriminalfilm Death on Safari von Alan Birkinshaw. Im selben Jahr war sie mit Der Rosenkrieg an einer großen Hollywoodproduktion beteiligt. Sie war zwischen 2005 und 2014 fünf Mal für den Golden Reel Award nominiert, den sie 2006 für Die Geisha gewinnen konnte. 2014 war sie für Into the Woods für den Satellite Award in der Kategorie Bester Tonschnitt nominiert. 2017 erhielt sie gemeinsam mit Wylie Stateman eine Nominierung für den Oscar in der Kategorie Bester Tonschnitt für den Katastrophenfilm Deepwater Horizon.

## Filmografie (Auswahl)
- 1989: Der Rosenkrieg (The War of the Roses)
- 1990: Rocky V
- 1991: Vater der Braut (Father of the Bride)
- 1992: Ein ehrenwerter Gentleman (The Distinguished Gentleman)
- 1994: Nell
- 1996: Matilda
- 1997: Besser geht’s nicht (As Good as It Gets)
- 2000: Was Frauen wollen (What Women Want)
- 2004: Die Passion Christi (The Passion of the Christ)
- 2006: World Trade Center
- 2010: Wall Street: Geld schläft nicht (Wall Street: Money Never Sleeps)
- 2012: Django Unchained
- 2013: American Hustle
- 2016: Deepwater Horizon
- 2020: The Trial of the Chicago 7

## Auszeichnungen (Auswahl)
- 2014: Satellite-Award-Nominierung in der Kategorie Bester Tonschnitt für Into the Woods
- 2017: Oscar-Nominierung in der Kategorie Bester Tonschnitt für Deepwater Horizon